# Optiska instrument
Optiska instrument är redskap som påverkar ljus, ofta genom refraktion eller reflektion.
En typ av optiska instrument är korrektionsglas, exempelvis glasögon, som används för att korrigera synfel.